# Turunmaa (kanonbåt, 1968)
Turunmaa (03) var det namngivande fartyget av Turunmaa-klassen och användes som kanonbåt i den finska marinen. Fartyget Turunmaa togs i tjänst år 1968. Hon byggdes vid Wärtsiläs varv i Helsingfors, Finland.

## Skepp av samma klass
- Turunmaa (03)
- Karjala (04)